# Baraka (Mortal Kombat)
Baraka là một nhân vật hư cấu trong sê-ri game đối kháng bạo lực Mortal Kombat. Baraka xuất hiện từ phần Mortal Kombat II năm 1993 với tư cách là một chiến binh ẩn danh trong binh đoàn Outworld của Shao Kahn. Baraka là một cá thể trong chủng tộc đột biến gen di cư có tên Tarkatan. Ở phần Mortal Kombat: Deception, hắn được tiết lộ là con lai của loài quỷ vùng Netherealm và người vùng Outworld. Baraka sở hữu những thanh kiếm mọc ở cánh tay có thể chọc ra/vào linh hoạt.